# Rufino Gama
Rufino Walter Gama (Baucau, 20 giugno 1998) è un calciatore est-timorese, attaccante dell'Académica.

## Carriera

### Club
Nel 2016 firma un contratto con l'Académica.

### Nazionale
Debutta in Nazionale il 2 giugno 2016, in Malesia-Timor Est. Segna la sua prima rete con la maglia della Nazionale l'8 ottobre 2016, in Timor Est-Taipei Cinese.